# Археометалургија
Археометалургија је дисциплина унутар археометрије (грана археологије која се бави применом природних наука у археологији) и бави се проучавањем коришћења метала током развоја људске врсте. Она чита причу која је утиснута у микроструктуру предмета. Сама археометрија, познатија као археолошка наука је поддисциплина у археологији и подразумева примену природних наука у археологији, али то не значи да је археологија природна наука, као што и човек са дрвеном ногом није дрво.
Примена природних наука се у археологији појављује 60-их година 20. века након прве промене археолошке парадигме, где је археологија покушала да пређе из друштвених у природне науке. Пре 1960-те главна археолошка школа је била тзв. културно-историјска археологија која је описивала предмете не бавећи се много како су они настали већ колико су привлачни оку. Промене у дизајну предмета су објашњавали приливом нових људи на неку територију или културним утицајем напредне цивилизације. Од 1960. настаје нова школа тзв. процесна археологија која заговара да се сви људски процеси могу објаснити природним законима. Главна водиља која је започела читаво истраживање је заправо жеља за бољим разумевањем технологије коришћене да произведе предмете какве их археолози касније налазе. Од рударења и прибављања сировине, производње метала и/или легуре и прераде материјала у коначан облик су технологије које се данас откривају на основу познавања хемијске, термалне и механичке историје предмета. Она се базира на основу интерпретацији микроструктуре предмета (путем светлосне оптичке анализе и електронске металографије), као и хемијске анализе и микроанализе.
Најчешћи производ археометалуршких истраживања је подизање свести о историји технологије. Подршку за валидност археометалуршких анализа је добијена током коришћења репликативних експеримената у којима су технологије, које су откривене на основу анализа, реконструисане и репродуковане експериментално не би ли направили предмете које поседују особине сличне ископаним предметима. Упркос томе што разумевање технолошког развоја кроз време може бити корисно и занимљиво, његов највежи значај је допринос бољем разумевању како су људи живели у прошлости. За сваки метални предмет који је проучаван археометалуршким методама требало би да се размишља о условима у којим је тај предмет настао и како се користио до тренутка када је постао део археолошког контекста. Али још важније је да се разматра о томе шта би се могло сазнати о животу људи који су били на било који начин у вези са тим предметом, укључујучи и рударе, топионичаре, коваче, трговце рудним сировинама и готовим објектима, а такође и власнике предмета, чуваре и његове кориснике, а затим њихову фамилију, њихову заједницу, као и културу. Ко су били ти људи, у каквом су друштву живели, чиме су се бавили, да ли их је запослила држава или су били индивидуални радници, да ли су то биле породичне активности или активности њиховог сталежа, којег су рода и пола биле те особе и како је тај предмет утицао на то, да ли су технологије које су користили биле прескриптивне или холистичке. То су само нека од многих питања чији одговор је напросто много тежи од пуког откривања детаља технолошког процеса у прошлости. Често је немогуће добити одговор на ова питања, али у супротном потенцијалне награде су огромне. Већина истраживачких метода археометалургије су инвазивне али је много ефективније ако се узорак исече да би се открила микроструктура испод површине предмета. Површинско испитивање микроструктуре може често да одведе испитивача на погрешан пут, јер микроструктура површине може да се разликује од унутрашњости. Штавише, оштећење које прави корозија се најјаче појављује управо на површини и управо зато треба да се има резерва према тим техникама испитивања. Технике микроузорковања су доста прихватљивије међу истраживачима „ старатељељима“ тог предмета, али локација за испитивање мора пажљиво да се бира, пошто узорковање може да оштети узорак. Ако дође до оштећења, неопходно је да о томе постоји запис у документима, да не би наредни истраживаћи помислили да је то оштећење део оригиналног узорка. Неопходно је исказати да се овакве студије најбоље раде у сарадњи археолога са антрополозима, хемичарима, физичарима и другим стручњацима тако да се резултати могу правилно прочитати.

## Примена археометалургије
О важности рударства уопште није битно зборити и свака расправа је бесмислена ако знамо да читава доба су називана по материјалу који је највише коришћен. Стога апсолутно нема сумње да је метал изузетно важан за човечанство. Ипак треба имати на уму да је археолог Кристијан Томсен поделио праисторију на камено, бронзано и гвоздено доба, а пре њега старогрчки песник Хесиод на гвоздено, бакарно, сребрно и златно доба, где је златно било херојско доба, док је он живео у последњем и по њему најгорем гвозденом добу. Археометалургија је заправо почела са истраживањем локалитета где је, како се некад мислило, почело рударство. Ту се првенствено мисли на Феyнан и Тимну у Леванту који су истраживани мултидисциплинарним путем. Постанку археометалургије су потпомогли и различити интердисциплинарни радови из археологије, металургије, минералогије, хемије итд. Археометалургија данас се бави са свим аспектима продукције метала, његовом дифузијом и коришћењем током историје човечанства. Данашње академско усавршавање, где је потребно имати уско специјализовано знање одређене области је у потпуном контрасту са археометалуршким инерпретацијом јер је за њу неопходно енциклопедијско знање рекогнисцирања, ископавања, историјске пиротехнике, керамике, геологије, науке о лежиштима минералних сировина, високо темпреатурне минералогије и петрологије, науке о металима, хемије, антропологије и историје. Само велики интердисциплинарни тимови могу доћи до правих археометалуршких интерпретација које, иако захтевне, доста могу да нам кажу о прошлим временима. Због мањка интеракције и слабе сарадње археолога са осталим научницима највише губи археометалургија, поготово када се ради о геоминералошким сазнањима, техникама рударења, геохемијским и изотопским траговима, топионичким пиротехнологијама, легурама, патинанацији и површинском облагању, дифузији и трговачкој мрежи, коришћењу и ношњи, непроцењивој вредности предмета, археолошком контексту, вези између типологије и хемије, деградацији и корозији, конзервацији итд.

## Основне особине метала
Метали су елементи, легуре и једињена где атоми губе електроне да би постали позитивни јони. Јони у кристалној решетки формирају унутаратомску металичну везу. Покретљивост електрона унутар решетке је разлог постојања електрохемијских особина метала попут велике електричне и топлотне проводљивости, велике густине, апсорпција светлости и тзв. металична сјајност која се види на површини. Метали такође услед напрезања могу да се деформишу без цепања, већ уместо тога формирају унутрашња ишчашења због релативног померања нивоа у решетки, а везе између нивоа се реформишу. На физичке и хемијске особине такође утиче и микрокристална структура метала. Изливени метални предмети су мекши и лакши за обраду, док су ковани предмети чвршћи. Све то утиче на текстуру метала ис тога археометалурзи често проучавају структуру метала не би ли одгонетнули процес прављења. Састав метала такође утиче на његове физичке особине. Зато људи често метале стапају са другим металима и стварају легуре. Легуре су заправо две или више металних компоненти које се мешају и стварају чврст раствор.

## Корозија
Корозија је електрохемијска реакција метала са околином које садржи воду. Метални јони на аноди врше оксидацију од које настаје оксидни слој или се растварају у воденом раствору. Због мале енергије да је покрене оксидација се тешко зауставља. Анализе корозије могу показати оригиналну природу и структуру артефакта, да покажу да ли је корозија настала природним путем или вештачким не би ли предмет изгледао старије, као и да потпомогне проналажењу најбоље стратегије за конзервацију. Када је метал стабилан, корозије нема. Када је оксид стабилан, обично настаје један слој патине, тзв. пасивни слој, који штити унутрашњост и успорава оксидацију. Пасивни слој мора бити у контакту са металом и не сме да буде пора и пукотина где би течност могла да се креће. Хлор је изузетно важан и опасан елемент јер он изузетно појачава локализовану корозију. Од изузетне је важности да се уклоне хлориди током чишћења артефакта иначе ће метал поново почети да кородира након конзервације пошто ће влага и кисеоник поново реаговати. Активност микроорганизама је нарочито битна. То се највише огледа у легурама са сумпором где бактерије које разграђују сулфате врше биохемијске реакције после којих настаје танки биофилм који може да сачува метал од распадања у морској води, као и у земљишту. Ако су сулфиди растворљиви, корозија ће се наставити, у супротном биофилм делује као заштита. Проблеми око корозије су разноврсни. Осим што може да оштети артефакт, она отежава проналажење оригиналних патина и алитерација на металу. Да би се проблем решио требало би да се истражи оригинална структура и састав метала, еволуција површине метала кроз време укључујући и микроструктурне особине наслеђене током процеса производње артефакта или придодате патине због естетског изгледа и наравно потребно је знање о садашњем стању метала укључујући и процесе чишћења, стабилизације и конзервације.

## Рударење и прерада
Рударство је процес добијање минералних сировина из налазишта, тј. минералних лежишта и познато је још из праисторијских времена. Металуршке активности су за собом у прошлости су за собом оставиле трагове попут рудника, топионица, техничке опреме, рудне шљаке, пећи и метал као сировину. Те активности носе велики број информација, али се врло често не налазе на истој локацији, већ се морају скупљати да би се употпунила слагалица. Да би се испричала читава прича треба лоцирати минерална лежишта која су била експлоатисана у прошлости, повезати руду са локацијом обраде и топионичарском згуром, поседовати знање о обради руде, реконструисати пиротехнолошке операције и у ту читаву причу убацити социо-економску и културну позадину. Сама руда одмах након вађења није погодна за коришћење јер често поседује некорисне примесе и због тога она мора да прође кроз процес раздвајања. У прошлим временима то се обављало тако што се руда убаци у пећ у коју се индукује ваздух који повишава температуру. Услед високе температуре руда се одваја од шљаке и често се претапа у полуге. Највише шљаке је нађено од бакра, гвожђа и олова. Петрографске анализе шљаке говоре која је врста метала коришћена, који је процес коришћен, које је наелекрисање метала (из чега се заклучује да ли је руда оксид или сулфид), максимална температура, редокс особине и брзина хлађења. Све ове информације потпомажу реконрукцији металуршког процеса. Бакар се може рударити из оксидних и сулфидних руда. Он је био један од најранијих метала који се користио. У почетку је коришћен чист бакар, а потом су почеле да се додају разне примесе попут арсеника и калаја од чега је настала бронза. Бакар се топи на 1083 °C и релативно је лак за обраду. Врло често је убациван у калупе. Нешто касније развитком технологије људска врста је почела да користи гвожђе, које је захтевније за обраду. Да би се гвожђе истопило за прераду неопходно је достићи температуре од 1054 степена, што није било могуће док нису открили софистицираније пећи за топљење. Након топљења и обликовања гвожђе се ковало да би било чвршће. Олово је пролазило кроз занимљив процес и оно се топило да би се од њега одвајале корисне супстанце. Галенит, најчешћа руда олова, садржи примесе сребра и стога је након топљења пролазио кроз такозвани процес купелирања где се сребро одвоји од галенита и буде незапрљано.

## Технике испитивања
Сама археометалургија као дисциплина користи велики број техника које јој потпомажу да дође до одговора. Она користи мултидисциплинарни приступ и служи се разним физичко-хемијским методама не би ли потврдила или оповргнула хипотезу. Она, као и већина археометријских субдисциплина поседује инвазивне и неинвазивне технике испитивања. Уколико познајемо хемијски састав метала, можемо утврдити где је вађена руда, што помаже археолозима да виде ширу слику.

#### Металографски преглед
Металографски преглед је једна од најкориснијих техника приликом истраживања ране металургије. Он се врши тако што се полирани део артефакта исече, потом хемијски третира да би му се видела структура и стави под светлосни микроскоп. Пошто не могу да се направе полупровидни делови, неопходно је уперити светлост директно на површину предмета. Микроскопски преглед може разликовати главне фазе у прављењу предмета, као и детекцију суптилнијих процеса. У случају бакра могуће је препознати када је предмет био направљен од самородног бакра. Такође може се одредити да ли је бакар обрађиван хладном техником или жарењем. У случају гвожђа или челика такође ова метода може доста да каже. Може се препознати да ли је гвожђе ковано и да ли је грејано у угљу. Тамна, тврда и црна ивица се лако препозна у односу на белу, мекану унутрашњост.

#### Дифракција x-зрака
Дифракција (појава скретања светлосних зрака са праволинијске путање при наиласку на препреке малих димензија) x-зрака је применљива у различитим струкама, као и у археометалургији. Електрони из атома су избачени деловањем x-зрака. Нестабилни јонизовани атом се враћа у примарно стање пошто су избачени електрони направили празнине, а те празнине попуњују електрони са виших нивоа тако што се спустају на нижи. Јонизација је процес у коме атом губи електрон из својег последњег нивоа. Током спуштања електрона атоми емитују флуоресцентну светлост. Та флуоресцентна емисија, позната као секундарни x-зраци, представља карактеристични спектар атома преко којег може да се утврди и измери количина неког хемијског елемента. Распон елемената који могу да се препознају зависи од енергије примарних x-зрака. За одређени део периодног система елемената користе се различите аноде, које емитују x-зраке. Анода је проводљиви материал који је уроњен у раствор са јонима и позитивно је наекектрисана. Свака анода производи различите x-зраке и различиту енергију. Да би се боље разумело како физичко-хемијске технике функционишу треба имати знање како се атом по квантној физици понаша. Атом се састоји од језгра и електрона који су постављени на седам нивоа. Сваки електрон тежи да буде на нивоу који има што мању енергију. Уколико услед спољњег дејства неки електрон искочи, а неки други електрон је на неповољнијем нивоу, он ће скочити на место искоченог. Током скока долази до емисије радиоактивног зрачења и гама зрака у зависности од реакције.

#### Оптичка емисиона спетроскопија
Оптичка емисиона спектроскопија је спектроскопска техника која испитује таласну дужину фотона (електромагетни енергетски пакет одређене фреквенције) која се емитује када долази до премештања електрона са ексцитованог нивоа на ниво са мањом енергијом. Сваки елеменат испушта уникатну таласну дужину која је у вези са његовим распоредом електрона. Ова техника омогућава квалитативне и квантитативне информације хемијског састава испитиваног узорка. Окидач који се користи за покретање ексцитације у овој методи је плазма тј. Високо јонизовани гас.

#### Дифракција електрона
Електрони су елементарне честице које се понашају као таласи. Они дифрактују због периодичне кристалне решетке попут x-зрака. Дифракција електрона се врши са трансмисионим електронским микроскопом где електрони пролазе кроз танки слој материјала. Дифракциони образац се потом фотографише и приказује на флуоресцентом екрану. Флуоресцентни екран је заклон начињен од картона премазаног раствором соли тешких метала које флуоресцирају кад су обасјане рендгенским зрацима. Електронском дифракцијом се такође утврђује хемијски састав узорка.

#### Атомска апсорбциона спректроскопија
Атомска апсорбциона спектроскопија је квантитативна хемијска анализа базирана на оптичким особинама узорка. Оптичке особине представљају боју метала, боју огреба метала, сјај и провидност. Заснива се на упијању специфичних таласних дужина у оптичком спектру и концентрацији елемената у гасовитом стању. Инструмент се састоји од атомизера који трансформише атоме из кондензованог стања у гасно стање користећи разне процесе попут електронског пражњења, ласерске радијације, бомбардовање електронима или индукованом плазмом. Техника је инвазивна пошто узорак мора да се раствори, претвори у гас и одвоји у изоловане атоме да би био анализован. Светлосни сноп испитује гасовити узорак и обично му је извор лампа која ради на принципу катоде или електронско пражњење. Лампа мора да садржи исти елеменат као онај који се испитује у узорку тако да ексцитовани атоми у лампи емитују њихов карактеристични спектар, који је неопходан да би се активирао апсорбциони процес у атомима гаса. Карактеристичне линије елемента си распршене и изоловане од емисије спектра који излази из коморе где се налази узорак. Потом се интензитет спектра бележи на детектору.

#### Термолуминсценција
Термолуминсценција је техника која се користи за анализу кристала, најчешће печене глине. Археометалурзи је користе за утврђивање старости металуршких пећи и топионица. Глина, као и све на овој планети, непрестано је изложена космичкој радијацији. У структури кристала глине постоје дефекти који се понашају попут замке и заробљавају електроне које радијација производи. Дубоке замке, тек када доспеју до 300о C почињу да ослобађају електроне. Прво се мери количина светлости која се ослобађа током загревања узорка на 5000 C и бележи се на графикону тзв. природна светлосна крива. Потом се истоветан узорак изложи одређеној количини радијације у лабораторијским условима да би се добила тзв. вештачка крива. Однос двеју кривуља говори о количини енергије која се акумулирала од последњег загревања узорка (палодеоза). Потом се мери годишња доза радиоактивне примесе и радиоактивност тла у коме је узорак нађен. Старост се рачуна као количник палодеозе и годишње дозе примања радијације.

#### Неутронска активациона анализа
Ово је једна од најстаријих анализа коју археометалурзи користе. Узорак се излаже радијацији путем снопа неутрона. Референто калибрационо тело се заједно са узорком умеће у област радијације, да би примило исту радијацију као и узорак. Језгро елемента у узорку заробљава неутрон и претвара га у метастабилни изотоп са карактеристичним временом полураспада. Метастабилни изотоп илити изомер са истим бројем протона и неутрона као и нормалан елемент, али су им протони и неутрони смештени у побуђеним (метастабилним) краткоживећим стањима и у природи се често не одрже дуго. Тај метастабилни изотоп емитује кванте у рангу радиоактивних гама зрака. Квант је најмања количина енергије која се јавља у елементарним процесима. Ако се користе термални неутрони унутар снопа, гама зраци се успоравају. После излагања радијације мере се успорени гама траци који излазе из узорка и бележе се на графику. На графику енергија гама зрака пик представља специфични елемент, док област око пика је повезана са концентрацијом елемента. Број почетних језгара се очитава, мерењем попрелног пресека, дужином озрачености узорка и дужином мерења узорка.

#### X-зрачење индуковано протонима
Техника x-зрачења индукованог протонима се користи за одређивање састава узорка. Јонски сноп се циља на површину узорка, док детектор x-зрака анализира емитовани флуоресцентни сигнал. За производњу јонског снопа неопходан је убрзавач честица тзв. акцелатор, који не поседује много лабораторија на свету. Ова техника је добра јер није инвазивна и има високу осетљивост која јој омогућава да лако пронађе трагове елемената. Упркос томе, она има лошу интерпретацију података, што јој је главна мана. Резултати који се добијају приказују присуство свих елемената, али не и њихово хемијско стање.

#### Кристалографска анализа текстуре
Кристалографска анализа текстуре је техника која се базира на основу мерења и интерпретације дифрактованог сигнала сваког појединачног кристалног зрна у испитаном материјалу. Испитивање метала стога захтева продирање снопа који је обично неутронски, са једним или више детектора мерења интензитета дифракције. Сваки кристалит у оквиру метала дефинисан је као посебан део узорка који дифрактује кохерентно, има специфичан облик, величину и оријентацију у простору. Све те особине потичу из времена кристализације. Дифракција није истоветна у сваком углу, што омогућава мерење запремине фракције кристалита који производе дифракцију. Величина, облик и оријентација кристалита одређују текстуру узорка. Кристалографска анализа материјала се користи за одређивање структурних својстава кристалита. Особине тектсуре после служе археометалурзима да би реконструисали термални процес и процес обрађивања материјала.

#### Електронска дигракциона анализа повратних сигнала
Електронска дифракциона анализа повратних сигнала анализира дифрактовани сигнал индукован снопом електрона на малој површинској запремини узорка. Кристалографске површи у кристалној структури зрна се приказују на мапама тзв. Кикучијевим линијама. Мапирање текстуре електронском дифракцијом повратних сигнала производи мапе са изо-оријентисаним тачкама које представљају кристалите.